# ストロベリー探偵団
『ストロベリー探偵団』（ストロベリーたんていだん）は、松本洋子による日本の漫画作品。
『なかよし』（講談社）にて1985年3月号から同年8月号まで連載された。全6話。単行本は同社の講談社コミックスなかよしより全1巻。

## あらすじ
サニーたちが住む孤児院ストロベリー・ホームに、探偵殺しの容疑をかけられているモビーという人物が逃げてきた。
モビーの無実を信じたサニーたちは、孤児院を存続させたいという思いもあり、真犯人探しに乗り出した。

## 登場人物
サニー
本作の主人公である、私立探偵を夢見る少女。ストロベリー・ホーム入居者の中では最年長。
モビー
探偵殺しの容疑者。ストロベリー・ホームに駆け込んだ。
ウォルター
刑事の息子。
アール
マフィアの息子。

## 書誌情報
- 松本洋子 『ストロベリー探偵団』 講談社〈なかよしKC〉、1985年10月5日第1刷発行、ISBN 4-06-178515-X